# Pete Trewavas
Pete Trewavas, född 15 januari 1959 i Middlesbrough, North Yorkshire, England, är basist i musikgruppen Marillion.
Pete Trewavas blev medlem i Marillion 1982 och tog då över rollen som basist från Diz Minnett, efter att tidigare ha medverkat en del som körsångare.
Trots att han var från Middlesbrough, tillbringade Trewavas stor del av sin barndom i staden Aylesbury i Buckinghamshire. Det var där han blev involverad i flera musikgrupper, där hans största succé kom när han spelade med The Metros, innan han inledde sin långa karriär i Marillion.
Samtidigt som han varit fullvärdig medlem i Marillion, har Trewavas under senare år även spelat med den kortlivade progressivrock-supergruppen Transatlantic. År 2004 var Trewavas med och bildade gruppen Kino, tillsammans med John Mitchell (Arena), John Beck (It Bites) och Chris Maitland (ex-Porcupine Tree).
Trewevas har även framträtt på Prog Aid, Anthony Phillips välgörenhetsprojekt till förmån för tsunamioffren 2004.